# Єжи Жедовський
Єжи Жедовський Роттер (пол. Jerzy Rzedowski Rotter; 27 грудня 1926, Львів, Польська Республіка — 28 березня 2023, Пацкуаро, Мічоакан, Мексика) — мексиканський ботанік і еколог рослинності польського походження, засновник Мексиканського ботанічного товариства.

## Життєпис

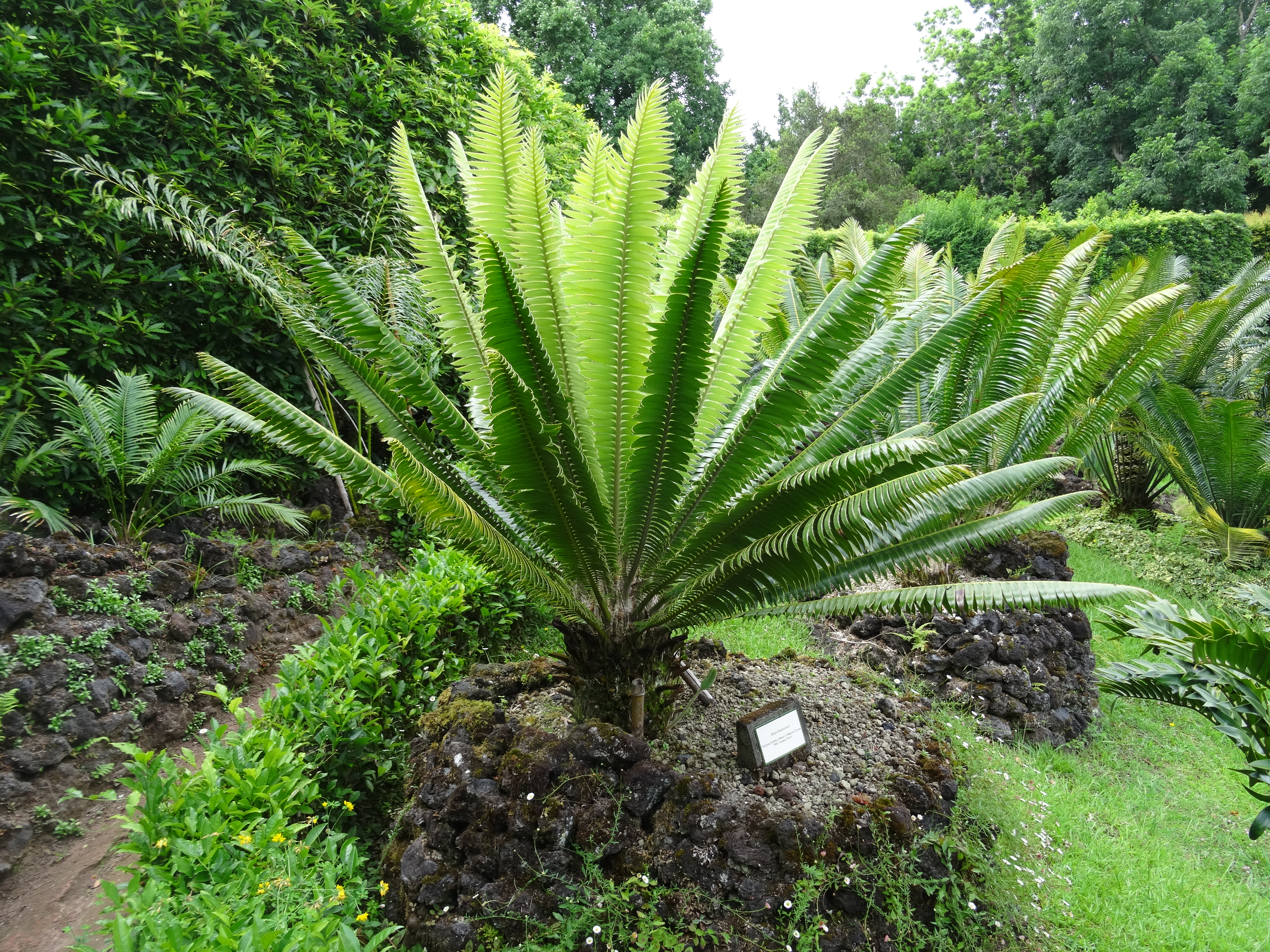
Dioon rzedowskii названий на честь Єжи Жедовського

Народився 27 грудня 1926 року у Львові, на той час у межах Польщі в родині лікаря Арнольда Жедовського та Ернестини Роттер. Він був єдиною дитиною в сім'ї. Ще в дитинстві його батьки переїхали до Сілезії, де він виріс. У Польщі їх застала Друга світова війна, під час якої його родина, через єврейське коріння матері, дуже постраждала. Разом з батьками він пройшов концтабір, де втратив майже всю родину. Війну пережили тільки його батько і Єжи. У повоєнній Польщі Арнольд Жедовський, не бачачи для них шансів на розвиток у зруйнованій країні, вирішив емігрувати. Брат його матері Зигмунт Роттер, який виїхав зі Львова перед Першою світовою війною й оселився в Мексиці, надіслав їм повідомлення, що може отримати для них імміграційні документи. Вони прибули до Мексики в 1946 році, провівши місяць під палубою вантажного судна. У той час мексиканський уряд приймав людей, які постраждали від війни і хотіли почати нове життя в Мексиці. Єжи швидко опанував іспанську мову. Знання польської, російської, німецької та англійської мов дозволило йому влаштуватися перекладачем у польське посольство. У той час була створена нова держава Ізраїль, і його батько вирішив туди емігрувати. Всупереч його наполяганням, Єжи вирішив залишитися в Мексиці, плануючи продовжити навчання і змінити громадянство. Він змінив громадянство відповідно до закону лише після п'яти років проживання та одруження з мексиканкою за походженням Грасіелою Кальдерон. У 1949 році йому було дозволено умовно вступити до Національної школи біологічних наук (ісп. Escuela Nacional de Ciencias Biológicas) Національного політехнічного інституту. Наприкінці року склав іспити і був допущений до навчання на постійній основі. Спочатку він вивчав генетику і деякий час ентомологію, але зрештою обрав ботаніку. Під час підготовки магістерської дисертації в 1951 році він почав вивчати рослинність під керівництвом доктора Фредеріко Боне—Педрегаля де Сан Анхеля. Закінчив навчання в 1954 році, отримавши диплом з відзнакою.
Після закінчення навчання він залишив роботу перекладача. Його першою роботою за фахом була посада біолога в Інституті лісу, але в тому ж році він перейшов у більш високооплачувані лабораторії Syntex. Наступного року він отримав пропозицію від Університету Сан-Луїс-Потосі організувати Інститут вивчення пустельних зон (ісп. Instituto de Investigación de Zonas Desérticas). Там він почав працювати разом зі своєю дружиною Грасіелою Кальдерон.
У 1957 році уряд Франції, а в 1958 році Організація Об'єднаних Націй запропонували подружжю стипендію в університеті Монпельє для опанування нових методів фітосоціологічних досліджень і європейської флори. Після повернення до Мексики в 1959 році він розпочав дослідження в Colegio de Postgraduados de Chapingo, які завершились отриманням докторського ступеня в 1961 році в університеті UNAM (ісп. Universidad Nacional Autónoma de México) за роботу над рослинами Сан-Луїса-Потосі. Згодом Жедовський прийняв пропозицію своєї альма-матер — Національної школи біологічних наук стати там професором і дослідником. На цій посаді він працював з 1961 по 1984 рік. Потім Жедовський почав працювати в Інституті екології (ісп. Instituto de Ecología) у Пацкуаро. Водночас він був консультантом багатьох установ і лабораторій.
Помер на 97-му році життя 28 березня 2023 року. Його останки були поховані в похоронному бюро Галлосо де Саллівана в Мехіко. Його дружина Грасіела Кальдерон померла за рік до того. У подружжя залишилися дочки Марта, Ернестина та Ана, а також онуки Софія та Андреа.  

## Наукова діяльність
Жедовський є засновником Мексиканського ботанічного товариства, яке він очолював у 1960—1961 роках та його наукового журналу «Acta Botanica Mexicana». Він також організував та очолив Перший мексиканський конгрес ботаніки.
Він є автором близько 190 наукових праць, семи монографій, 47 розділів інших монографій та близько 130 статей. До найважливіших робіт відносять три томи, що описують 2071 рослину долини Мехіко (Бахіо), які були опубліковані в 1979, 1985 і 1990 роках, яким він присвятив 25 років свого життя. Він є першовідкривачем 188 нових таксонів. Новий для науки вид востаннє він описав у 2022 році. Він подорожував і досліджував більшу частину території Мексики, збирав зразки флори країни, досягнувши колекції, яка перевищує 54 000 аркушів його гербарію. Багато наукових праць Єжи Жедовський опублікував разом зі своєю дружиною Грасіелою Кальдерон.

## Нагороди
Доктор Єжи Жедовський отримав численні нагороди, зокрема:
- медаль за ботанічні заслуги, присуджену Ботанічним товариством Мексики;
- Академічна пальмова гілка, присуджена урядом Франції;
- доктор Honoris causa Автономного університету Чапінго і Університету Мічоакана де Сан-Ніколас-де-Ідальго;
- Американське товариство систематиків рослин нагородило його премією Ейси Грея.
- визнаний одним із ботаніків тисячоліття в 1999 році під час XVI Міжнародного конгресу ботаніки в Сент-Луїсі, Міссурі, США.

## Вшанування пам'яті
Гербарії Національного політехнічного інституту та Автономного університету Керетаро названі на честь Жедовського, як і ботанічний сад Автономного аграрного університету Антоніо Нарро.
Його іменем названо 52 таксони, у тому числі:
- Rzedowskia Medrano, 1981
- Acourtia rzedowskii B.L.Turner, 1993
- Agave rzedowskiana P.Carrillo, Vega & R.Delgad., 2003
- Anthurium rzedowskii Croat, 1983
- Bernardia rzedowskii A.Cerv. & Flores Olv., 2005
- Bouvardia rzedowskii Terrell & S.D.Koch, 1994
- Bursera rzedowskii C.A.Toledo, 1985
- Carex rzedowskii Reznicek & S.González, 1995
- Cercocarpus rzedowskii Henrickson, 1987
- Chamaesaracha rzedowskiana Hunz., 1980
- Chaetothylax rzedowskii Acosta, 1989 [syn.  Justicia rzedowskii (Acosta) T.F.Daniel, 1995]
- Cnidoscolus rzedowskii Fern.Casas & V.W.Steinm., 2008
- Commelina rzedowskii López-Ferr., Espejo & Ceja, 1997
- Crotalaria rzedowskii J.Espinosa, 1977
- Dalea rzedowskii Barneby, 1977
- Dioon rzedowskii De Luca, A.Moretti, Sabato & Vázq.Torres, 1980
- Elaphoglossum rzedowskii Mickel, 1980
- Eleocharis rzedowskii S.González, 1985
- Encyclia rzedowskiana Soto Arenas, 2003
- Euphorbia rzedowskii McVaugh, 1995
- Festuca rzedowskiana E.B.Alexeev, 1981
- Ficus rzedowskiana Carvajal & Cuev.-Fig., 2003
- Galium rzedowskii Dempster, 1975
- Habenaria rzedowskiana R.González, 1978
- Habenaria rzedowskii R.González, 1997
- Hedeoma rzedowskii B.L.Turner, 1994
- Ipomoea rzedowskii E.Carranza, Zamudio & Murguía, 1998
- Jatropha rzedowskii J.Jiménez Ram., 1985
- Karwinskia rzedowskii R.Fernández, 1988
- Koanophyllon rzedowskii B.L.Turner, 1987
- Linum rzedowskii Arreguín, 1985
- Lippia rzedowskii Moldenke, 1966
- Lithospermum rzedowskii J.I.Cohen, 2009
- Loeselia rzedowskii McVaugh, 1990
- Louteridium rzedowskii T.F.Daniel, 1984
- Malaxis rzedowskiana R.González, 2001
- Marsdenia rzedowskiana Juárez-Jaimes & W.D.Stevens, 1995
- Pinus rzedowskii Madrigal & M.Caball., 1969
- Platanus rzedowskii Nixon & J.M.Poole, 2003
- Polypodium rzedowskianum Mickel, 2004
- Portulaca rzedowskiana Ocampo, 2002
- Psychotria rzedowskiana Borhidi, 2004
- Rondeletia rzedowskii Lorence, 1991 [syn.  Arachnothryx rzedowskii (Lorence) Borhidi, 1995]
- Salvia rzedowskii Ramamoorthy, 1984
- Schoenocaulon rzedowskii Frame, 1999
- Selaginella rzedowskii Lorea-Hern., 1983
- Senecio rzedowskii García-Pérez, 1985
- Stevia rzedowskii McVaugh, 1972
- Tigridia rzedowskiana Aarón Rodr. & Ortiz-Cat., 2005
- Valeriana rzedowskiorum Barrie, 2003